# Феднево (Тверская область)
Феднево — деревня в Удомельском городском округе Тверской области.

## География
Деревня находится в северной части Тверской области на расстоянии приблизительно 22 км на север-северо-запад по прямой от железнодорожного вокзала города Удомля.

## История
Деревня известна с 1478 года. Дворов (хозяйств) было в ней 9 (1859 год), 14 (1886), 19 (1911),13 (1958), 5 (1986), 4 (1999). В советский период истории здесь действовали колхозы «Феднево», «Первомайский», им. Жданова, «Россия», «Бережок». До 2015 года входила в состав Котлованского сельского поселения до упразднения последнего. С 2015 года в составе Удомельского городского округа.

## Население
Численность населения: 71 человек (1859 год), 89 (1886), 115 (1911), 30 (1958), 9 (1986), 6 (1999), 3 (русские 100 %) в 2002 году, 5 в 2010.